# Olias of Sunhillow
Olias of Sunhillow è il primo album solista di Jon Anderson, cantante degli Yes, pubblicato nel giugno del 1976 dalla Atlantic Records.

## Il disco
Olias of Sunhillow è un concept album basato sulla storia di un pianeta immaginario, che i suoi abitanti devono abbandonare a causa di una catastrofe vulcanica. Olias, protagonista della storia, viene scelto per progettare una sorta di aliante spaziale, la nave Moorglade Mover, che dovrà portare il suo popolo verso una nuova casa. Ranyart è il navigatore della nave, e QoQuaQ è il leader che unisce le quattro tribù di Sunhillow per organizzare l'esodo dal pianeta.
La storia presenta evidenti nessi con la cover art dell'album degli Yes Fragile, opera di Roger Dean, in cui viene rappresentata una nave spaziale identica alla Moorglade Mover mentre abbandona un pianeta che sta andando in pezzi; il concetto venne ripreso e sviluppato da Dean nei disegni per l'album Yessongs, ove la storia ha una sua ideale prosecuzione per immagini, diversa però da quella concepita da Anderson per questo disco. La copertina di quest'album è opera del disegnatore fantasy David Fairbrother Roe.
Dal lato musicale, l'opera oscilla tra musica etnica e spunti sinfonici ed elettronici, complice il fatto che Anderson suona da solo tutti gli strumenti e disdegna la tipica strumentazione rock, ad esempio sostituendo totalmente la batteria con percussioni sinfoniche; metà dei brani dell'album sono totalmente strumentali o comunque privi di testo: in alcuni di essi Anderson utilizza anche la sua voce come strumento, spesso con linee vocali sovrapposte o armonizzate.
Sulla copertina di Olias compare per la prima volta il maṇḍala che in seguito verrà utilizzato da Anderson come suo logo personale.

## Tracce
1. Ocean Song – 3:05
2. Meeting (Garden Of Geda) / Sound Out The Galleon – 3:34
3. Dance Of Ranyart / Olias (To Build The Moorglade) – 4:19
4. QoQuaQ Ën Transic / Naon / Transic Tö – 7:08
5. Flight Of The Moorglade – 3:24
6. Solid Space – 5:21
7. Moon Ra / Chords / Song Of Search – 12:48
8. To The Runner – 4:29

Tutti i brani sono scritti, arrangiati, cantati e suonati da Jon Anderson.

## Strumentazione
Jon Anderson: voce solista e cori, chitarre, basso, sintetizzatori, arpa, sitar, percussioni, flauto dolce, mandolini e saz.